# Källsinksjön

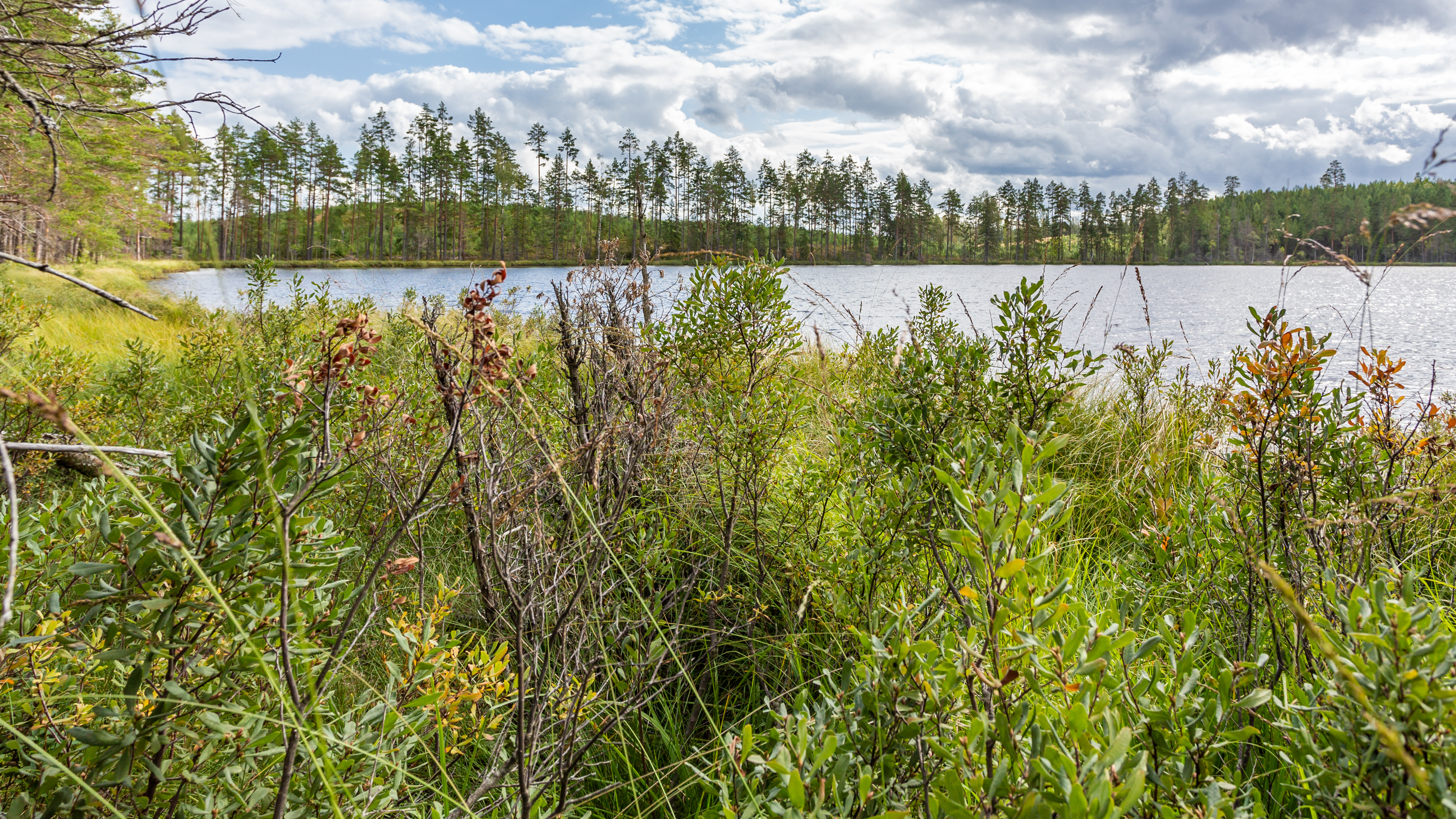
Källsinksjön

Källsinksjön är en sjö i Hedemora kommun i Dalarna och ingår i Dalälvens huvudavrinningsområde.